# Алессандро Морбіделлі
Алесса́ндро Морбіде́ллі (італ. Alessandro Morbidelli; нар. 2 травня 1966), італійський астроном і планетолог, спеціаліст з формування та еволюції Сонячної системи. Працював в Обсерваторії Лазурового берега в Ніцці, у 2023 році він був обраний професором Колеж де Франс.

## Біографія
Алессандро Морбіделлі вивчав фізику в Міланському університеті, закінчивши його в 1988 році. У 1991 році він здобув ступінь доктора філософії в Університеті Намюра. У 2019 році він отримав Срібну медаль Національного центру наукових досліджень.

## Наукові результати
Алессандро Морбіделлі є фахівцем з динаміки Сонячної системи, зокрема формування та міграції планет, а також структури поясу астероїдів і пояса Койпера.
У 2010 році спільно зі співавторами розробив гіпотезу великого оверштага під час формування Сонячної системи, яка передбачала рух Юпітера й Сатурна спочатку всередину, а потім назовні.
У 2014 році команда, очолювана Морбіделлі та його постдоком Сетом Джейкобсоном, встановила, що вік Місяця на 95 млн років менший за вік Сонячної системи.

## Відзнаки
- 1994: Young Scientist Scientific Award від Європейського геофізичного товариства[en].
- 1995: Бронзова медаль Національного центру наукових досліджень.
- 1996: Астероїд 5596 Морбіделлі, відкритий у 1991 році[3][6], тепер носить його ім'я.
- 2000: Премія Гарольда Юрі[7] від Відділу планетних наук Американського астрономічного товариства.
- 2009: Премія Мерж'є-Бурде[fr] Французької академії наук[8][9].
- 2015: Іноземний співробітник Французької академії наук.
- 2018: Премія Жуля Жансена Французького астрономічного товариства.
- 2019: Срібна медаль Національного центру наукових досліджень.